# Михалці
Миха́лці (болг. Михалци) — село у Великотирновській області Болгарії. Входить до складу общини Павликени.

## Населення
За даними перепису населення 2011 року у селі проживали 757 осіб.
Національний склад населення села:
| Національність   | Кількість осіб | Відсоток |
| ---------------- | -------------- | -------- |
| болгари          | 651            | 93,8%    |
| турки            | 32             | 4,6%     |
| цигани           | 8              | 1,2%     |
| інша             | 3              | 0,4%     |
| не визначились   | 0              | 0%       |
| Всього відповіли | 694            |          |

Розподіл населення за віком у 2011 році:
Динаміка населення: